# Trận Biên giới Bắc Pháp
Trận Biên giới Bắc Pháp là một trận đánh trên Mặt trận phía Tây trong cuộc Chiến tranh thế giới thứ nhất, diễn ra từ ngày 14 cho đến ngày 25 tháng 8 năm 1914. Với quy mô khổng lồ, trận chiến gồm thâu 5 chiến dịch tấn công do Tổng tham mưu trưởng Quân đội Đế quốc Đức là Helmuth von Moltke và Tổng tư lệnh Quân đội Pháp là Joseph Joffre phát động. Tinh thần "sùng bái tấn công" của quân Pháp đã mang lại thiệt hại khủng khiếp cho họ, và họ đã bị đánh bại trong một loạt cuộc giao chiến trong Trận Biên giới Bắc Pháp. Trận đánh kết thúc với thắng lợi quyết định của quân Đức, mặc dù con số thiệt hại của quân Đức cũng không nhỏ, khiến cho Trận Biên giới Bắc Pháp trở thành một trong những trận chiến đẫm máu nhất trong cuộc chiến tranh. Với thảm bại của quân đồng minh Anh - Pháp, "Kế hoạch XVII" của Pháp đã hoàn toàn bị phá sản.
Vào tháng 8 năm 1914, thực hiện "Kế hoạch Schlieffen", quân đội Đức đã tiến công nước Bỉ để mượn đường đánh Pháp, buộc quân đội Bỉ phải rút về Antwerp. Trong khi đó, theo "Kế hoạch XVII" của Pháp, 4 tập đoàn quân Pháp sẽ tiến vào Alsace-Lorraine từ hai hướng của các pháo đài Metz-Thionville vốn đã bị người Đức chiếm đóng từ năm 1871 sau cuộc Chiến tranh Pháp-Phổ. Cánh nam của lực lượng này sẽ tiến chiếm Alsace và Lorraine, trong khi cánh nam sẽ dựa theo vận động của quân Đức để tiến công nước Đức qua các khu rừng Ardennes ở hướng Nam, hay tiến vào Luxembourg và Bỉ.. Và, trận Biên giới Bắc Pháp đã bùng nổ với các trận đánh:
- Trận Mülhausen (7 – 7 tháng 9 năm 1914): một chi đội của Tập đoàn quân số 1 của Pháp tiến công Alsace nhưng bị Tập đoàn quân số 7 của Đức đánh bại.[5]
- Trận Lorraine (14 – 25 tháng 8): các Tập đoàn quân số 1 và số 2 của Pháp – đối diện với các Tập đoàn quân số 6 và số 7 của Đức – đã tấn công Lorraine. Tập đoàn quân số 6 của Đức đã phản công thắng lợi, buộc quân Pháp phải rút chạy khỏi các vị trí mà họ chiếm được. Một đợt phản công của quân Pháp đã đem lại tình hình bế tắc trên mặt trận dọc theo chiến tuyến gần biên giới trước chiến tranh.[13][12][14]
- Trận Ardennes (21 – 23 tháng 8): các Tập đoàn quân số 3 và số 4 của Pháp đã tiến công Tập đoàn quân số 5 của Đức ở các khu rừng tại Luxembourg và miền Nam Bỉ, nhưng bị hỏa lực mạnh mẽ của quân Đức đánh cho đại bại. Quân Pháp phải rút chạy về Verdun và Sedan với tổn thất nặng nề.[13][12]
- Trận Charleroi (Trận sông Sambre, 21 – 23 tháng 8): Tập đoàn quân số 5 của Pháp tiến vào Bỉ nhưng bị các Tập đoàn quân số 2 và số 3 của Đức nhưng thất bại và gần như bị tận diệt.[13][15]
- Trận Mons (23 tháng 8): Lực lượng Viễn chinh Anh mới đổ bộ lên Boulogne và Le Havre mấy ngày trước đó đã tiến theo cánh trái của Tập đoàn quân số 5 của Pháp. Cuộc tấn công của Tập đoàn quân số 1 Đức tại Mons đã đánh bật quân Anh về Le Cateau.[13][10]

Cho đến ngày 24 tháng 8 năm 1914, tất cả các lực lượng đồng minh đều triệt thoái dọc theo biên giới Pháp. Thừa thắng, quân đội Đức tiếp tục bước tiến của mình và uy hiếp thủ đô Paris của Pháp. Sự xem nhẹ thực lực quân đội Đức (nhất là tại Bỉ) của Joffre, cùng với sự không nhận thức tầm quan trọng của hỏa lực trên chiến trường, đã góp phần dẫn đến tai ương cho quân đội Pháp trong trận đánh này. Sau thất bại, cái gọi là "cuộc đại rút lui" của liên quân Anh-Pháp đã kéo dài trong suốt mấy tuần sau cho đến khi dừng chân tại sông Marne – nơi Joffre đã lợi dụng cơ hội để chặn đứng bước tiến của quân Đức.